# Tp110
Tp110 – oznaczenie PKP rosyjskich parowozów towarowych serii CzWPS (CzWP/S, ros. ЧВПС), o układzie osi D, budowanej w 1914 roku dla Kolei Warszawsko-Wiedeńskiej.

## Historia
Parowóz serii CzWPS powstał na zamówienie silnego parowozu towarowego o układzie osi D, złożone w Zakładach Sormowskich przez Kolej Warszawsko-Wiedeńską w 1914 roku, krótko przed wybuchem I wojny światowej. Lokomotywa została zaprojektowana w szybkim tempie, pod kierunkiem inż. B. Małachowskiego, z wykorzystaniem części produkowanej przez te zakłady lokomotywy pasażerskiej serii S (ros. С), w tym tłoczonych elementów jej kotła. Charakterystyki lokomotywy były podobne do wcześniejszych lokomotyw serii Ѵ (iżyca) Zakładów Kołomieńskich, lecz dla zwiększenia prędkości z 50 do 55 km/h, zwiększono średnicę kół. Lokomotywa miała silniki bliźniacze takie, jak seria Ѵ, lecz dla zachowania uciągu zwiększono ciśnienie pary z 12 do 12,5 atmosfer, powierzchnię rusztu oraz powierzchnię ogrzewalną kotła i przegrzewacza Schmidta. W odróżnieniu od typowych lokomotyw rosyjskich, przystosowana była do toru o standardowej europejskiej szerokości 1435 mm, używanego na Kolei Warszawsko-Wiedeńskiej. Nowe lokomotywy miały tam uzupełnić m.in. lokomotywy serii CzWPK.
Wyprodukowano 27 parowozów tej serii, które otrzymały rosyjskie oznaczenie serii CzWPS (ros. ЧВПС), z tego Cz oznaczało parowóz z czterema osiami wiązanymi (ros. czetyriechosnyj), W w indeksie górnym – model dla kolei Warszawsko-Wiedeńskiej, P – przegrzewacz pary (ros. paropieriegriewatiel) i S w indeksie dolnym – producenta (Sormowo). Otrzymały one numery od 601 do 627. Były to najmocniejsze lokomotywy w układzie osi D zbudowane w Rosji przed I wojną światową.

## Eksploatacja
Podczas I wojny światowej 25 lokomotyw zostało przystosowanych do pracy na szerokim torze (1524 mm). Były one używane na rosyjskich kolejach – najpierw na Kolei Podolskiej (lokomotywownia Podwołoczysk), a następnie na Kolei Moskiewsko-Kazańskiej, gdzie pracowały lokomotywy serii Ѵ. Z uwagi na pokrewieństwo z serią Ѵ, w 1923 roku zamieniono ich oznaczenie serii na Ѵs (Iżycas, ros. Ѵс) i numery lokomotyw na 557-581. Z łącznego stanu 81 lokomotyw obu serii w 1940 roku wynika, że wszystkie 25 było eksploatowanych do tej pory. Przynajmniej część przetrwała II wojnę światową. Większość lokomotyw obu serii została wycofana w latach 1950–1957.
Tylko jedna lokomotywa trafiła po I wojnie światowej na stan Polskich Kolei Państwowych, gdzie otrzymała oznaczenie serii Tp110, a tender – 23D1. Po II wojnie światowej nie było już w Polsce lokomotyw tej serii.